# Gordon Ørskov Madsen
Gordon Ørskov Madsen (født 4. juli 1966) er formand for Danmarks Lærerforening. Han blev valgt som formand på Danmarks Lærerforenings kongres i 2020.

## Karriere
Gordon Ørskov Madsen blev uddannet folkeskolelærer i 1996. Han blev efterfølgende ansat som lærer på Hasle Skole i Aarhus, hvor han var fra 1996-2000. Han blev valgt til kredsstyrelsen i Aarhus Lærerforening i 1998. Han blev næstformand samme sted i 2000 og formand i 2002. I 2010 blev han valgt til forretningsudvalgsmedlem i Danmarks Lærerforening og blev i samme år formand for foreningens overenskomstudvalg. Han blev valgt som formand for Danmarks Lærerforening i 2020. 

## Nuværende bestyrelsesposter og tillidshverv
- Forretningsudvalgsmedlem i Lærernes Centralorganisation.
- Formand for Lærernes Centralorganisation.
- Bestyrelsesmedlem Lærernes Pension.
- Formand for Lærernes Pension.
- Formand i bestyrelsen for Lån og Spar Bank.
- Medlem hovedbestyrelsen og forretningsudvalget i Fagbevægelsens Hovedorganisation.
- Medlem af AE-rådets bestyrelse.
- Medlem af forretningsudvalget i Danske Underviserorganisationers Samråd (DUS).
- Medlem af Advisory Board i Dansk Arbejdsgiverforening.
- Medlem af styrelsen i Nordiske Lærerforeningers Samråd.